# You Can't Read This Book
You Can't Read This Book. Censorship in an Age of Freedom ("Non puoi leggere questo libro: la censura in un'età di libertà") è un saggio scritto da Nick Cohen e pubblicato da Fourth Estate, un marchio della HarperCollins.
Dalla rivoluzione che non fu in Iran, al Grande Firewall della Cina e all'imposizione di super-ingiunzioni da parte dei ricchi sfondati per proteggere la loro vita privata, gli avversari tradizionali di libertà di parola - il fanatismo religioso, il potere plutocratico e gli stati dittatoriali - sono fiorenti e per molti aspetti trovano il mondo un posto molto più confortevole nei primi anni del XXI secolo che non nel tardo XX. Con queste affermazioni si apre il libro di Nick Cohen, un resoconto di controversie che inizia con la reazione catastrofica della sinistra e destra alla pubblicazione e denuncia dei I versi satanici nel 1988, che li ha visti "andare a letto" con gli estremisti radicali. Si conclude al frangente in cui anche nel trasgressivo Occidente liberato, dove tanto sangue è stato versato per la libertà, dove la ribellione è stile conformista e fare il dissenziente la mossa intelligente per far carriera nel campo delle arti e dei media, è possibile scrivere un libro e finire distrutti o morti.

## Contenuti

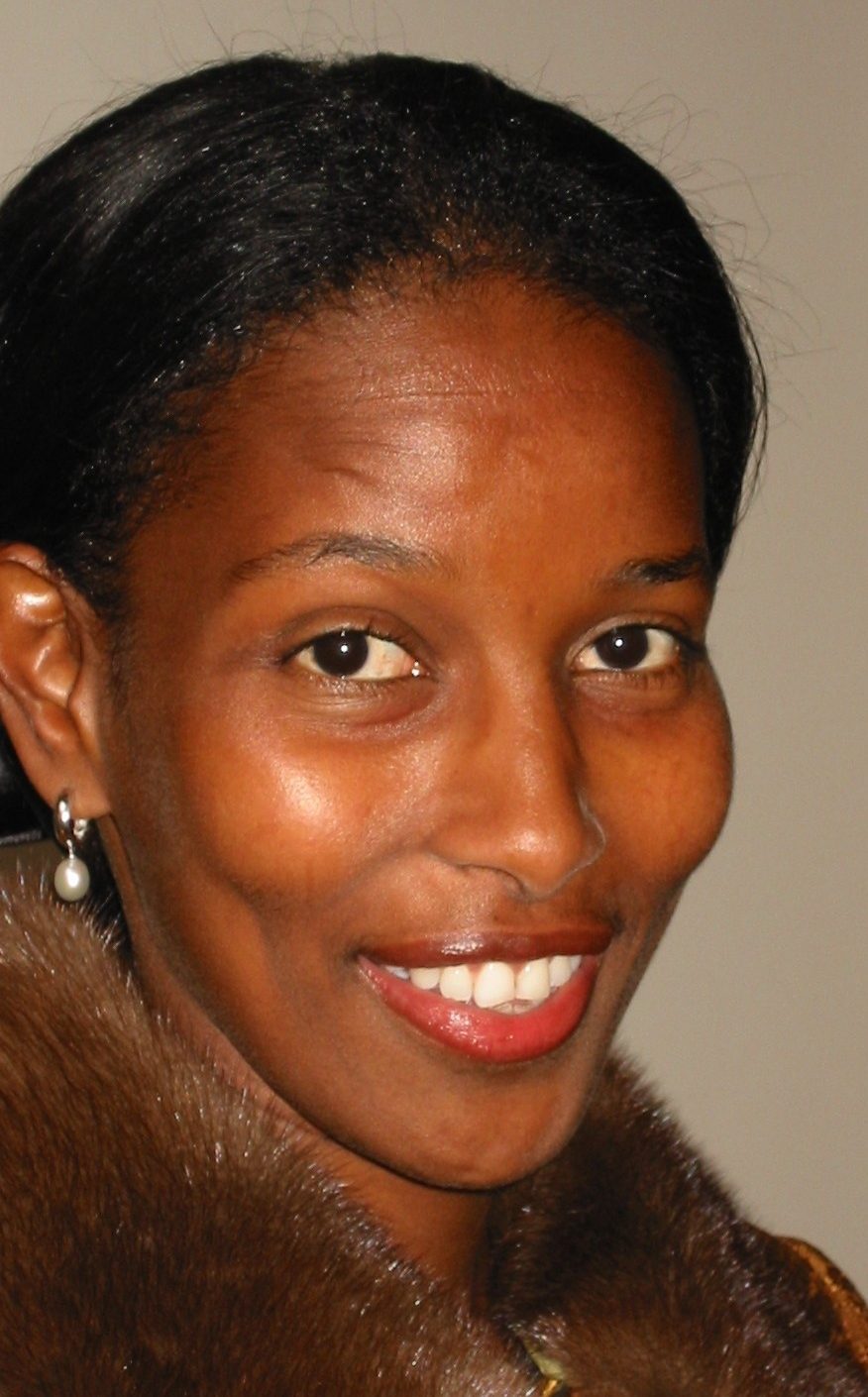
Ayaan Hirsi Ali, impegnata in favore dei diritti umani e in particolare dei diritti delle donne all'interno della tradizione Islamica

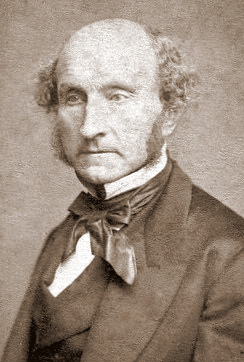
John Stuart Mill, uno dei massimi esponenti del liberalismo e dell'utilitarismo

"Uno dei rassicuranti miti dei nostri tempi", scrive Cohen all'inizio del suo libro, "è che abbiamo visto una massiccia espansione della libertà di espressione. Forse il prezzo pagato è stata l'esplosione delle disuguaglianze tra le nazioni e al loro interno, oltre alle guerre di religione che rievocano il XVII secolo. Ma che diamine, ironizza l'autore, questi sono gli spiacevoli effetti collaterali di un mondo molto più libero e meglio informato".
Twitter e Facebook, insieme a giornalisti coraggiosi e avvocati dei diritti umani, hanno ampliato in maniera eccezionale i confini della libertà, o così va il discorso. Guardate l'Iran, l'Egitto, la Libia o la Cina: sicuramente i mass media sociali e gli inventori di Google e Wikipedia hanno scaricato il censore nella pattumiera della storia... Ma Nick Cohen subito afferma che la verità è ben altra. In un resoconto stimolante - sebbene a volte esasperante - si scaglia tanto contro la stupida sinistra quanto contro la tronfia destra; rimesta nei bassifondi della politica per riscoprire i sintomi inquietanti di ciò che non dovrebbe accadere. In un libro polemico ma ben strutturato e con fonti adeguate, l'autore mette vigorosamente alla gogna la nuova censura. Porta numerosi esempi, tra cui un oratore dell'University College (Londra) che tempo fa ha dichiarato che gli ebrei "hanno monopolizzato tutto: l'Olocausto, Dio, il denaro, l'interesse, l'usura, l'economia mondiale, i media, le istituzioni politiche". Quando qualche protesta è stata sollevata contro questo antisemitismo infiammatorio stile anni trenta, la risposta dell'università è stata quella di cercare di far tacere i manifestanti, accusandoli di "islamofobia". Oppure si prenda il caso di Roman Polański, che qualche anno fa drogò e sodomizzò una ragazza di 13 anni e poi fuggì dagli Stati Uniti piuttosto che affrontare la giustizia. Quando Vanity Fair pubblicò un articolo sul comportamento di Polanski, il regista li citò in giudizio in un tribunale di Londra. Perché Londra se Vanity Fair è una rivista scritta e pubblicata a New York? - si chiede Cohen. Polanski ha preferito Londra perché a Londra c'è il commercio della diffamazione globale e i giudici si dilettano a favorire i diffamati. Londra è dove oligarchi russi, venditori di armi mediorientali e, soprattutto, i "rispettati" membri della nuova ricchezza britannica possono godersi la cortesia della nuova censura dei tribunali anglofoni.
Il libro s'inoltra negli inquietanti meandri delle recenti casistiche censoriali, dove l'autore critica aspramente anche l'intellighenzia liberale per il suo ipocrita fallimento nel sostenere lo scrittore Salman Rushdie quando gli islamisti cominciarono a bruciare i suoi libri. Con grande vergogna degli ideali britannici di libertà, John le Carré e il laburista Roy Hattersley trovarono scuse a favore dei mullah. Persino il saggista Ian Buruma arrivò a chiamare Ayaan Hirsi Ali una "fondamentalista illuminista" perché aveva ripudiato la censura dei Fratelli Musulmani e dei suoi epigoni islamici. Cohen prosegue riportando che, in nome della fede del XXI secolo, i gay vengono assassinati, le donne vengono lapidate, le ragazze si ammalano a causa di abiti religiosi asfissianti e che negano loro il sole a viso e corpo, e medici vengono uccisi nella "civile" America quando aiutano le donne a controllare la loro fertilità. Dopo che venne inventata l'"islamofobia" come concetto due decenni fa, il Vaticano ha lanciato una campagna alle Nazioni Unite per riconoscere la "cristianofobia". Il diritto degli uomini, (sempre gli uomini! esclama Cohen) vestiti di lunghe tuniche a censurare parole e pensieri sta aumentando, non diminuendo.
Alla fine, sostiene Cohen, la società odierna deve nuovamente affermare i valori dell'Illuminismo sia di Voltaire che di John Stuart Mill, quando hanno proclamato la libertà di parola. Ciò non è da confondere con la libertà di informazione, un processo che, negli Stati Uniti, è stato dirottato da interessi corporativi per evitare qualsiasi discussione pubblica che potrebbe sfidare il loro potere. In Gran Bretagna esiste l'esempio eclatante dell'Assessore alle Informazioni che si è rifiutato di comunicare alle vittime dello scandalo hacking le rispettive intrusioni illegali nella loro vita privata. Christopher Graham, un ex-burocrate della BBC, detiene 4000 nomi di vittime dell'intrusione illegale da parte dei media: ha mandato questi nomi ai proprietari di tali media e alla polizia, ma non alle vittime stesse. Solo in Gran Bretagna può succedere, dice Cohen, che la persona incaricata di garantire la libertà di informazioni (secondo la Legge britannica del "Freedom of Information Act") agisca paradossalmente come un censore. Nel libro, l'autore afferma che il nuovo autoritarismo unisce i suprematisti religiosi, i comunisti cinesi, i cleptocrati russi, gli "uomini di Davos" e i super-ricchi di Fortune 500, in una nuova rete di censura postmoderna. Abbiamo più informazioni che mai, conclude Cohen, ma la verità è più difficile da trovare e facile da sopprimere: maggiore libertà e maggiore censura coesistono. E questo non doveva accadere. Cohen pone domande inquietanti che plutocrati offshore e i loro editori non voglio sollevare e a cui i legislatori non sanno rispondere.

## Analisi
(Nick Cohen, You Can't Read This Book, p. 302)
In questo libro, l'autore Nick Cohen raccoglie in otto capitoli un disparato gruppo di eventi censoriali relativamente recenti e ne fa una narrazione polemica ed avvincente. Tra i vari casi, descrive quello di Salman Rushdie (che chiama il nuovo "Affare Dreyfus"), quello del perseguitato artista indiano Maqbool Fida Husain, la soppressione del romanzo The Jewel of Medina di Sherry Jones, le vignette danesi, l'astensione di South Park dall'usare immagini di Maometto (ma non di immagini di altre religioni), la reazione ai libri di Ayaan Hirsi Ali, la condanna a morte per blasfemia della donna cristiana pakistana Asia Bibi, e il successivo assassinio di governatore del Punjab Salmaan Taseer, l'informatore di Amnesty International Gita Sahgal, l'ingiunzione di privacy del banchiere Fred Goodwin (uno dei fautori della crisi finanziaria del 2008), il caso di dumping tossico Trafigura, il trattamento dello scienziato e divulgatore Simon Singh quando ha criticato le basi mediche della Chiropratica, e alcuni procedimenti giudiziari ai sensi delle leggi antiterrorismo. Nel loro insieme, tutti questi casi l'autore vuole intimare che siano la prova, in primo luogo, di una rinascita dei peggiori aspetti della religione, sostenuti dal furto del linguaggio universalista a difesa di cause particolaristiche; in secondo luogo, dell'emergere di una cultura globale di denuncia, assistita da Internet; terzo, l'oppressione da parte plutocrata di scrittori investigativi, basandosi su leggi nuove o recentemente estese a proteggere privacy e reputazioni immeritate. Tutto ciò, afferma Cohen, trova espressione nella censura corrente.

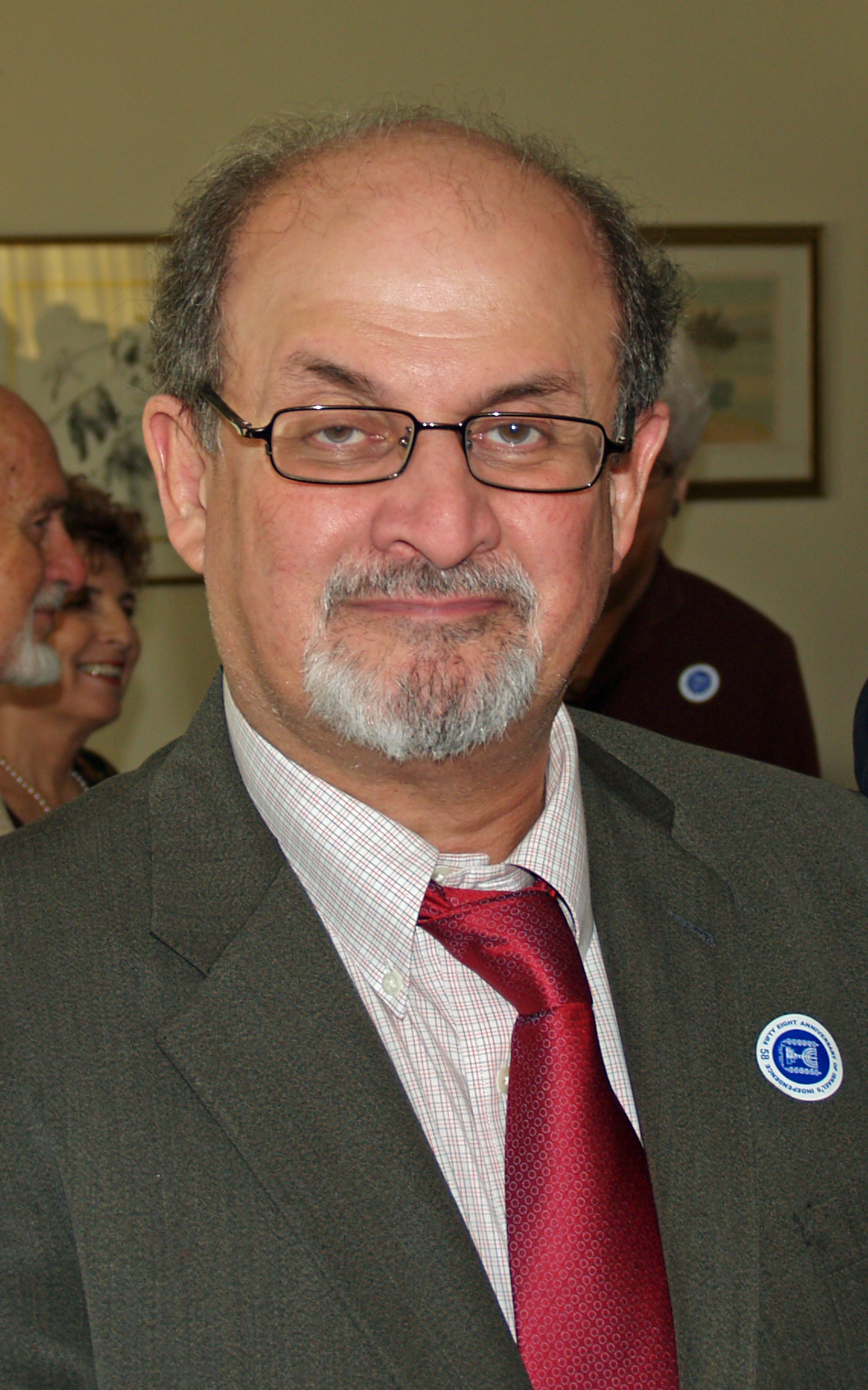
Salman Rushdie, autore de I versi satanici

È giusto dire che la censura abbia una definizione e non tante altre. Cohen infatti è contro l'inflazione del significato delle parole che insiste che tutto è censura - perché allora nulla è censura. Censura non è, per esempio, la semplice manipolazione dei fatti, in (EN)  chiamata "spin". Giusto è anche distinguere tra i tipi di censura: grave o "vera" censura è caratterizzata dalla rimozione di tutte le scelte alla persona censurata. Al suo estremo, uccide. È ora, comunemente, una forma di terrore. Vi è, poi, la censura che fa male (al soggetto) e altri tipi abbondano, un po' meno consequenziali, come la soppressione editoriale. Cohen diventa acutamente battagliero e polemico quando, per esempio, mette a confronto la magistratura inglese con la polizia segreta di una dittatura, trovandone diversi paralleli. Cohen fornisce inoltre valide ragioni nel caso della fatwa contro Rushdie. Pare certo che I versi satanici siano blasfemi - ma altrettanto certo che non è propaganda politica, né agitprop o incitamento. Non è certo un incitamento alla violenza. In particolare, Rushdie non incita alla violenza contro l'Islam. Sono stati invece gli islamisti, un movimento della destra religiosa radicale, che ha incitato alla violenza contro di lui. Il mondo è cambiato dopo la fatwā di Khomeini, sostiene Cohen. La fatwa è stato un incitamento all'omicidio senza precedenti - nemmeno preceduto da un processo farsa - e ha ridisegnato i confini del mondo libero. E il risultato, chiede Cohen? Un trionfo per il liberalismo, in quanto Rushdie è vivo e il libro continua ad essere letto. Ma il liberalismo si è anche ritirato: le minacce contro Rushdie hanno paralizzato i migliori istinti della cultura occidentale. Nessun giovane artista del livello di Rushdie oserebbe mai scrivere oggi una versione moderna di Versi satanici, e se lo facesse, nessun editore oserebbe pubblicarlo.
Cohen nel libro ricorda al lettore lo snobbismo disgustoso dello storico Hugh Trevor-Roper, al momento del caso Rushdie: "Non verserei neanche una lacrima se alcuni musulmani britannici, deplorando le maniere di Rushdie, dovessero saltargli addosso in una strada buia e cercare di migliorarlo." E lo stroncamento di John le Carré, che a suo tempo assunse la posizione "filistea, riduzionista, militante islamista che I versi satanici non fossero altro che un insulto". Questi due letterati, sostiene Cohen, erano i primi aderenti nelle file di scrittori e intellettuali pronti a schierarsi con la censura contro la libertà di espressione. Questa disponibilità ha portato al prevalente atteggiamente che Cohen definisce come "le regole di autocensura del dopo-Rushdie". La censura, egli osserva, è al suo più efficace apice quando le sue vittime fanno finta che non esista.
E così, riferisce Cohen, la maggioranza dei liberali occidentali ha raggiunto questo accordo con l'islamismo: non offriranno nessuna critica della vita o degli insegnamenti di Maometto; tratteranno il Corano come infallibile parola di Dio; non difenderanno liberali o femministe musulmane o ex-musulmane; continueranno a criticare i governi occidentali e le altre religioni; non ammetteranno mai di essere ipocriti o con duplici standard. Su questo ultimo punto, Cohen suggerisce, dobbiamo salutare l'artista Grayson Perry per aver confessato: "[Sul tema dell'Islam] io gioco sempre sul sicuro" e Matt Stone (sceneggiatore di South Park): "[Non spacciarti per un liberale che rispetta l'Islam], hai solo paura che ti facciano saltare in aria". Cohen conclude che "un nervosismo lezioso affligge gli scrittori quando affrontano le persone che possono permettersi di citarli in giudizio [a costi astronomici]: i plutocrati, le banche e le grandi società, o coloro che hanno la reputazione di utilizzare quegli avvocati che fanno pagare solo in caso di vittoria."
Cohen è dichiaratamente sprezzante della "falsa lingua autocommiserativa degli islamisti e l'utilizzo dell'insulto, come copertura per infliggere terrore e assassinio." È indifferente al danno fatto dal cosiddetto 'crimine senza vittime' della blasfemia e deplora l'ampliamento illegittimo di argomenti contro il razzismo usandolo per sopprimere la critica delle religioni. L'autore condanna quindi il razzismo degli antirazzisti, la spudoratezza degli alleati "anti-imperialisti" dell'Islam nella sinistra laica. Ma la censura non è limitata agli islamisti. I liberi pensatori, Cohen propone, stanno facendo un buon lavoro per contenere le pratiche di censura abbracciate dai fanatici di altre religioni - sebbene la storia del pittore M. F. Husain (1915–2011), l'artista musulmano che ebbe a contrariare quello che Cohen riporta come il mondo di autocommiserazione e vizioso del settarismo induista, sia la prova dei limiti di tale "contenimento".
Per finire, Nick Cohen aggiunge qualche paragrafo su WikiLeaks e scrive: "Nonostante tutto il mio liberalismo, non riesco a pensare ad un motivo onorevole per cui i governi non dovrebbero essere in grado di mantenere il segreto su informazioni che potrebbero essere utilizzate dai talebani per compilare una lista di morte". Pur tuttavia verso la fine del 2011, Wikileaks ha messo in rete tutta la corrispondenza via cavo dello Dipartimento di Stato degli Stati Uniti d'America dove si rivelavano i nomi di informatori in Afghanistan, Cina, Etiopia e Bielorussia: "Beh, sono informatori, no?" ha detto Assange, "se vengono ammazzati, peggio per loro. Se lo sono voluto e se lo meritano."
Nonostante tutte le sue riserve in merito allo sviluppo della legge sulla privacy, Cohen scrive: "Accetto il fatto che i giudici dovranno affrontare un'esplosione di diffamazione su Internet", ma ci si dovrà convivere. La libertà che porta Internet è illusoria se confina gli scrittori a lavorare sotto pseudonimi in remoti angoli oscuri della rete. Quegli scrittori che vogliono farsi sentire devono uscire dall'ombra e inserirsi nel mainstream, affermando le proprie idee apertamente. Se vivono in una dittatura o una democrazia con leggi opprimenti, scopriranno che da sole le nuove tecnologie offrono ben pochi modi di superare le vecchie restrizioni sul libero dibattito. Cohen ribadisce che i nemici del liberalismo sono sempre gli stessi e per opporli ci vuole molto più di un'ingenua fede nella tecnologia: c'è bisogno di un impegno politico che espanda i diritti che possediamo per affrontare le circostanze che cambiano, nonché di una forte determinazione ad estendere tali diritti ai milioni di persone che si trovano in Afghanistan, in Zimbabwe, in Bielorussia, in Iran, in tutti quei paesi che non hanno la stessa nostra fortuna.
È giusto quindi affermare, come Cohen fa, che la lotta per la libertà di parola è una lotta politica. Un esempio è offerto dalla mobilitazione online a sostegno del divulgatore scientifico Simon Singh, "il maggior successo britannico di movimento di libertà di parola dalla campagna di 50 anni fa contro le leggi di oscenità utilizzate per perseguire Penguin Books e la sua pubblicazione de L'amante di Lady Chatterley". Ma Internet non rende liberi, Cohen ci ricorda, al contrario: sia il potente che il debole possono usare le tecnologie digitali online. Il tecno-utopismo è una distrazione pericolosa, che favorisce l'illusione che i censori possano essere sconfitti con un semplice clic del mouse. Ci si deve inoltre ricordare delle predizioni orwelliane dove, in 1984, si descrive il controllo dello Stato per via televisiva: non è successo proprio così, dice Cohen – lo strumento di controllo ha un nome diverso... il computer.
A tutt'oggi (2013), il libro di Cohen non è stato tradotto in italiano.